# Conflit d'Alta
Le conflit d'Alta (aussi connu sous l'appellation controverse d'Alta fait référence à une série de manifestations massives organisées en Norvège à la fin des années 1970 et au début des années 1980 et concernant la construction de la centrale hydroélectrique d'Alta sur l'Altaelva, une rivière du comté de Finnmark, à proximité de la ville d'Alta dans le nord de la Norvège (région de Nord-Norge).

## Histoire

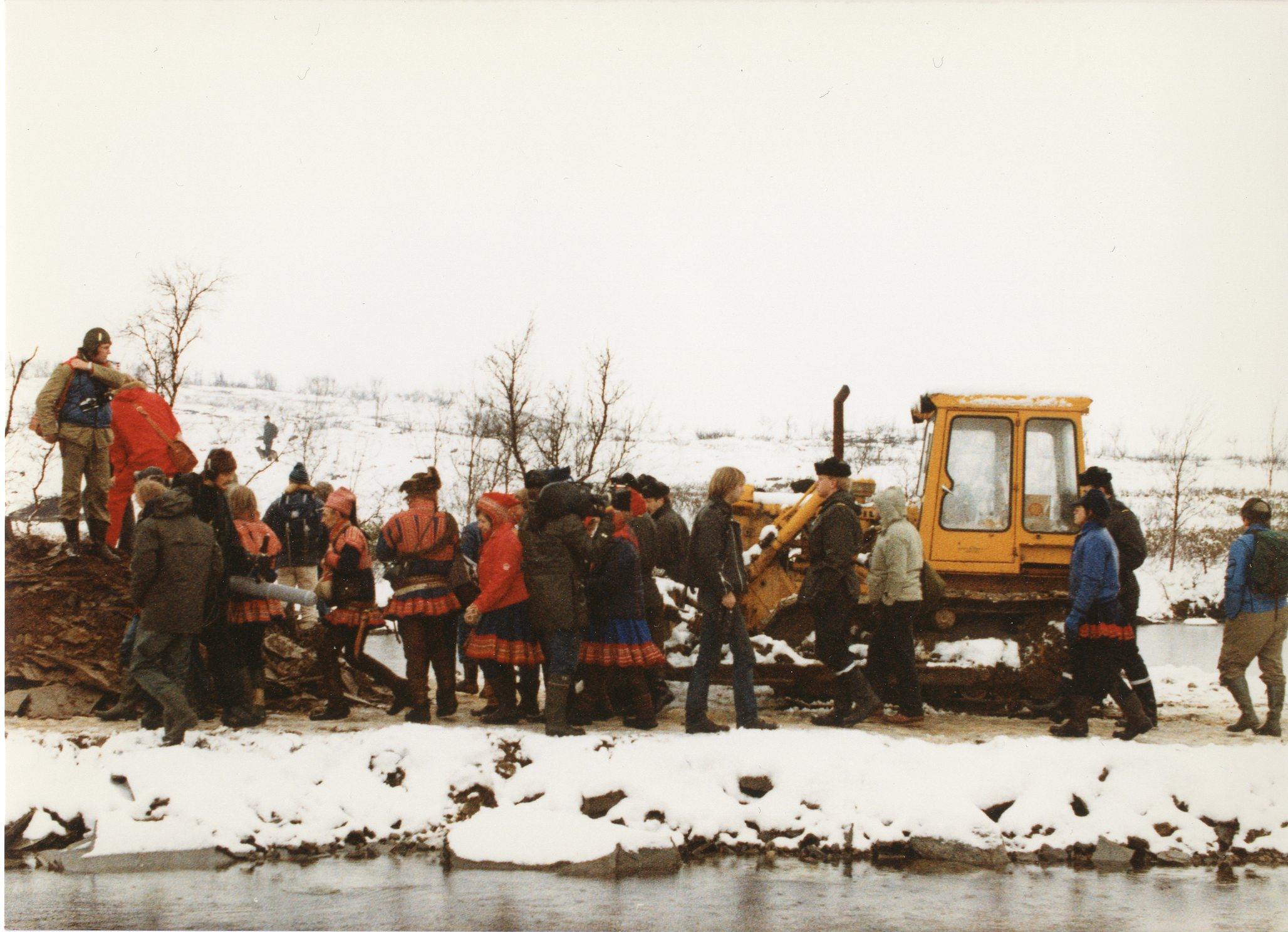
Blocage contre le projet hydroélectrique Alta sur les territoires samis traditionnels. Le projet a été achevé en 1987.

L'origine de la controverse est un plan publié par la Direction norvégienne des ressources en eau et de l'énergie (NVE) qui prévoyait la construction d'un barrage et d'une centrale hydroélectrique qui créeraient un lac artificiel et inonderaient le village sami de Máze. Après que le plan initial eut rencontré des résistances politiques, un projet moins ambitieux fut proposé, qui entraînerait moins de déplacements de résidents samis et moins de perturbations pour la migration des rennes et la pêche au saumon sauvage. 
Le 12 juillet 1978, le mouvement populaire contre le développement de la voie navigable Alta-Kautokeino (Folkeaksjonen mot utbygging av Alta-Kautokeinovassdraget) est lancé, créant une plate-forme organisationnelle pour s'opposer aux travaux de construction et organiser la résistance. Ce groupe, à l'instar d'autres, a demandé au gouvernement norvégien d'obtenir une injonction devant les tribunaux norvégiens afin d'empêcher le début des travaux de construction. 
À l'automne 1979, alors que la construction était sur le point de commencer, les manifestants ont procédé à deux actes de désobéissance civile : sur le chantier même de Stilla, des militants se sont assis au sol et ont bloqué les machines simultanément à ce que d'autres Samis mènent une grève de la faim devant le parlement norvégien. 
Les documents, déclassifiés depuis lors, montrent que le gouvernement prévoyait d'utiliser les forces militaires comme soutien logistique aux autorités de police dans leurs efforts pour mettre fin aux manifestations. 
Le Premier ministre de l'époque, Odvar Nordli, a prévenu une telle escalade en promettant de revoir la décision du parlement, mais le parlement norvégien a par la suite confirmé sa décision de construire un barrage. Plus d'un millier de manifestants se sont enchaînés au site lorsque les travaux ont repris en janvier 1981. La police a répondu avec d'importantes forces, ainsi, à un moment donné, 10% de tous les policiers norvégiens étaient en poste à Alta (ils étaient alors logés dans un bateau de croisière). Les manifestants ont été emmenés de force par la police. 
Pour la première fois depuis la Seconde Guerre mondiale, des Norvégiens ont été arrêtés et accusés de violation des lois anti-émeutes. Les organisations centrales du peuple sami ont cessé toute coopération avec le gouvernement norvégien. Deux femmes samis se sont même rendues à Rome pour adresser une pétition au pape. 
La Cour suprême a statué en faveur du gouvernement au début de 1982, date à laquelle l'opposition organisée à la centrale a cessé. La construction de la centrale hydroélectrique Alta a été terminée en 1987. 

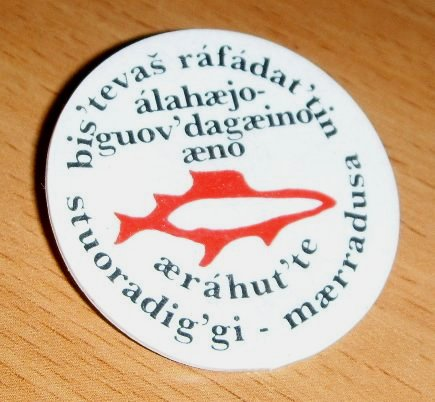
Bouton en langue sami pour la campagne contre le développement de l'Alta.